# 圣方济各圣殿 (克拉科夫)
圣方济各圣殿（波蘭語：Kościół św. Franciszka z Asyżu）及方济各会修道院是一个罗马天主教宗教建筑群，位于波兰克拉科夫老城区的诸圣广场西侧，街对面的主教宫为若望保禄二世的住所。该堂的历史可追溯到13世纪。1919年，马希连·国柏在该堂举行第一场弥撒。

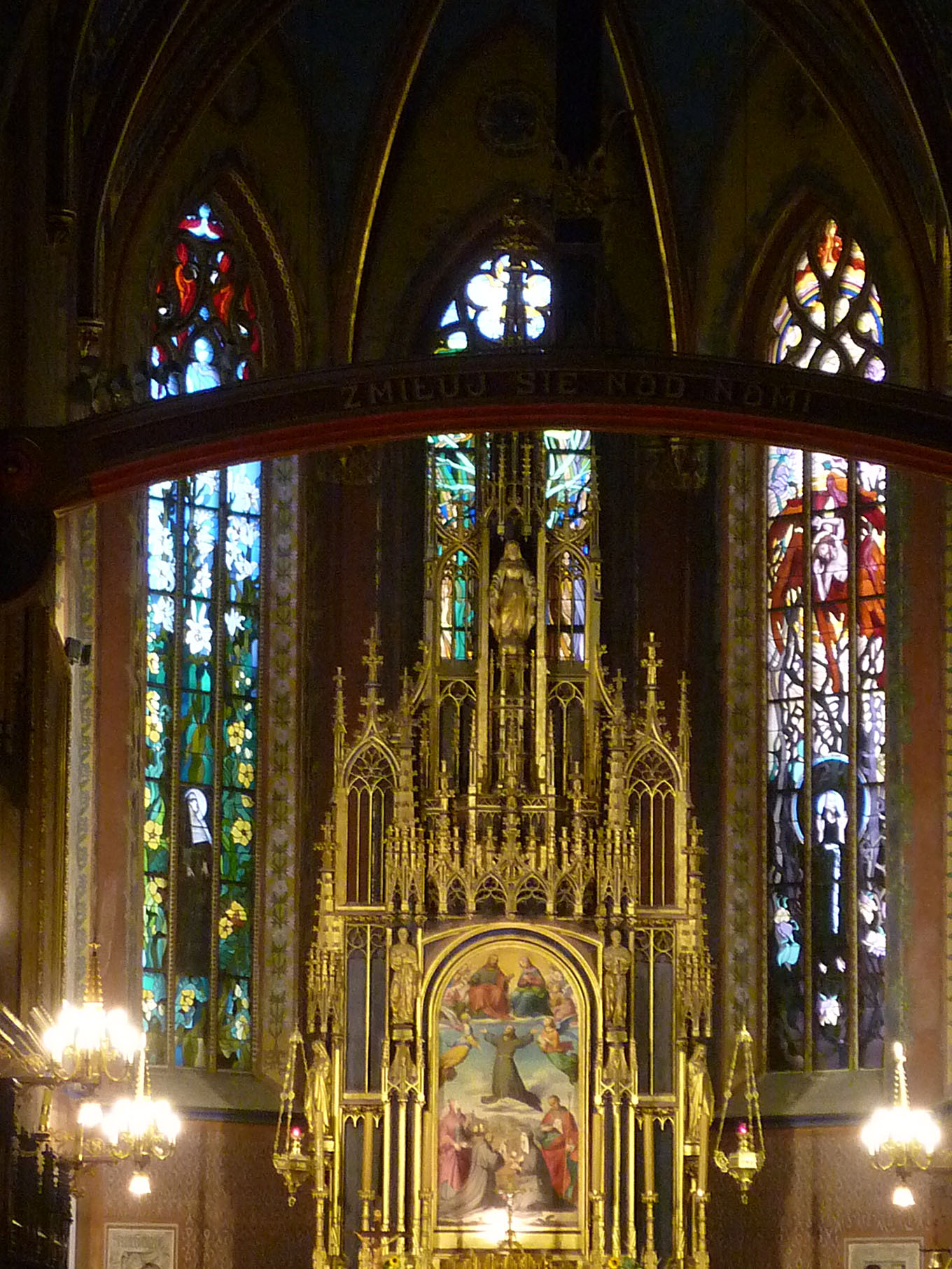